# 木津警察署
木津警察署（きづけいさつしょ）は、京都府警察が管轄する警察署の一つ。

## 所在地
- 京都府木津川市木津南垣外15番地

## 管轄区域
- 木津川市
- 相楽郡精華町、和束町、笠置町、南山城村

## 沿革
- 1986年12月 - 新庁舎が完成[1]

## 内部組織
- 会計課 - 会計係
- 警務課 - 警務係、留置管理係、犯罪被害者支援係、広聴・相談係
- 生活安全課 - 生活安全係、人身安全・少年係
- 地域課 - 地域第一係、地域第二係、地域第三係、地域管理係
- 刑事課 - 捜査管理係、強行・盗犯係、知能・組織犯罪対策係
- 交通課 - 交通総務係、交通指導係、交通事故捜査係
- 警備課 - 警備係

## 交番

### 木津川市
- 署所在地（木津警察署内）

- 相楽交番（木津川市相楽台3丁目4-2）
- 木津南交番（木津川市州見台5丁目119-1）
- 山城交番（木津川市山城町上狛北的場5-1）
- 加茂交番（木津川市加茂町駅西1丁目4-1）

### 精華町
- 祝園交番（相楽郡精華町北稲八間甲斐ノ元15-3）
- 光台交番（相楽郡精華町光台7丁目1-6）

### 和束町
- 和束交番（相楽郡和束町釜塚京町19）

## 駐在所

### 和束町
- 湯船駐在所（相楽郡和束町湯船五の瀬61-1）

### 笠置町
- 笠置駐在所（相楽郡笠置町笠置和田前1-3）

### 南山城村
- 大河原駐在所（相楽郡南山城村北大河原北垣内51-1・66-2合地）
- 高山駐在所（相楽郡南山城村田山堂山2）